# Sarah Goodridge
Sarah Goodridge, född 5 februari 1788 i Templeton, Massachusetts, död 28 december 1853 i Boston, var en amerikansk målare. 
Hon är främst känd som miniatyrmålare och försörjde sin mor i elva år genom miniatyrmåleriet. Sarah Goodridge slutade måla i takt med att hennes syn försämrades, och de sista tio åren målade hon väldigt lite.
Även hennes yngre syster Eliza Goodridge (1798–1882) var miniatyrmålare.
Ett av hennes mest kända verk är självporträttet Beauty Revealed (1828). 